# Patrick Battiston
Patrick Battiston (* 12. März 1957 in Amnéville, Département Moselle) ist ein ehemaliger französischer Fußballspieler. Er wurde meist als Verteidiger eingesetzt.

## Vereinskarriere
Der in Lothringen aufgewachsene Battiston begann seine Karriere beim FC Metz (1973–1980) und spielte danach für die AS Saint-Étienne (1980–1983), Girondins Bordeaux (1983–1987, 1989–1991) und AS Monaco (1987–1989). Er wurde mit diesen Mannschaften fünfmal französischer Fußballmeister (1981 mit der AS Saint-Étienne, 1984, 1985 und 1987 mit Girondins Bordeaux, 1988 mit der AS Monaco) und zweimal französischer Fußballpokalsieger (1986 und 1987 mit Bordeaux). Mit 558 Erstligaeinsätzen steht er auf dem siebten Rang der Liste der französischen Rekordspieler (Stand: August 2015).

## Nationalspieler
Battiston war Verteidiger in der französischen Fußballnationalmannschaft bei den Weltmeisterschaften 1978, 1982 und 1986. Sein größter Erfolg war der Gewinn der Fußball-Europameisterschaft 1984 im eigenen Land. Insgesamt bestritt er 56 Länderspiele und erzielte dabei 3 Tore. Sein erstes großes Turnier spielte er 1978 bei der WM in Argentinien. Frankreich befand sich in der Gruppe wie der spätere Weltmeister Argentinien und der spätere WM-Vierte Italien und schied trotz solider Leistung in der Vorrunde aus. Battiston wurde nur einmal, am 6. Juni 1978 in Buenos Aires gegen Argentinien eingesetzt. Hier spielte er neben Marius Trésor, Christian Lopez und Maxime Bossis in der Abwehr. Für die EM 1980 in Italien zwei Jahre später konnte sich Frankreich nicht qualifizieren, da man in der Qualifikation einen Punkt schlechter als die Tschechoslowakei blieb. Bei der WM 1982 in Spanien wurde Battiston einmal in der Vorrunde gegen England und einmal in der zweiten Finalrunde gegen Österreich eingesetzt. Frankreich hatte das Halbfinale erreicht und traf dort auf Deutschland. 
Patrick Battiston wurde in Deutschland bekannt, als es in der sogenannten Nacht von Sevilla während des Halbfinales zwischen Frankreich und Deutschland bei der Fußball-Weltmeisterschaft 1982 in Spanien zu einem Zwischenfall kam: Beim Spielstand von 1:1 wurde er in der 50. Minute eingewechselt und erhielt kurz darauf einen langen Steilpass auf das deutsche Tor. Unmittelbar nachdem er ihn erlaufen und auf das Tor geschossen hatte, wurde er von dem herauslaufenden deutschen Torhüter Harald „Toni“ Schumacher angesprungen und zu Fall gebracht. Battiston war für eine kurze Zeit bewusstlos, erlitt eine Gehirnerschütterung, Wirbelverletzungen und verlor zwei Zähne. Die Aktion Schumachers wurde von Schiedsrichter Charles Corver nicht geahndet. In der 60. Minute wurde Battiston ausgewechselt. 
Schumacher äußerte sich nach dem Spiel zu dem Vorfall mit den Worten: „Wenn es nur die Jacketkronen sind, die bezahle ich ihm gerne.“ Schumacher erklärte später, er habe den Satz mit den Jacketkronen, emotional aufgeputscht durch den Spielverlauf eines Jahrhundertspiels, aus Erleichterung darüber gesagt, dass nicht mehr passiert war. Schumacher sagte, dass er nach dem Foul aus Angst und Unsicherheit vor der allgemein aufgeheizten Situation nicht zu Battiston gegangen sei. Später entschuldigte sich Schumacher bei Battiston, aber trotz diverser Versöhnungstermine betonte Battiston im Jahr 2014: „Freunde werden wir nicht mehr.“ Teile der französischen Medien benutzen dieses Ereignis, um das Bild vom „hässlichen Deutschen“ zu verbreiten. Bei der Fußball-Europameisterschaft 1984 in Frankreich nahm er als Stammspieler an jedem der fünf Spiele teil und gewann den Titel. Auch bei der WM 1986 war Battiston Stammspieler und spielte alle sieben Partien mit. Im Halbfinale traf man erneut auf Deutschland und Torwart Schumacher. Frankreich verlor dieses Spiel und wurde nach einem Sieg gegen Belgien Dritter.

## Erfolge
- 1981: Französischer Meister
- 1982: WM-Vierter
- 1984: Französischer Meister
- 1984: Europameister
- 1985: Französischer Meister
- 1986: Französischer Pokalsieger
- 1986: WM-Dritter
- 1987: Französischer Meister
- 1987: Französischer Pokalsieger
- 1988:	Französischer Meister

## Nach dem Ende der Spielerkarriere
Battiston beendete seine Karriere als aktiver Spieler 1991 bei Girondins Bordeaux. Danach arbeitete er in verschiedenen Funktionen für diesen Verein; aktuell (2005) ist er für die Reserve- und Amateurteams verantwortlich und leitet das Nachwuchsschulungszentrum (frz. Centre de Formation) des Vereins.